# 猪爪義治
猪爪 義治（いのつめ よしはる、1978年5月11日 - ）は、埼玉県行田市出身の元プロ野球選手（投手）、少年野球指導者。

## 来歴・人物
埼玉工業大学深谷高等学校時代は控え投手。130km/h程度の直球を横手と上手とで投げ分ける変則右腕として、2年秋、3年春と県大会ベスト4。3年夏の県大会初戦の対狭山経済戦で1失点完投（5回コールド）。同大会の5回戦でチームは敗退したが、同試合でも先発登板していた。
高校2年の秋に父親が死去、卒業後は土木関係の仕事をしていたが、高卒3年目に入る前に「野球に未練があるならウチに来い」と会社社長に誘われ、うどん屋でアルバイトをしながら、知人のスポーツインストラクターが組んだ練習メニューをもとに実家近くの公園でトレーニングを積んだ。実戦登板は近所の草野球の試合で、助っ人として数試合駆り出された程度だった。
読売ジャイアンツなど4球団のテストを受けるも不合格。しかし、高校時代の猪爪から何かを感じたという西武ライオンズスカウトの前田俊郎は、猪爪の草野球の試合も視察し続けており、1999年のドラフト会議直前に西武は極秘でテストを実施。横手から140km/hの速球を投げ込んだことが決め手となり、同年のドラフト会議で西武から4位指名を受けた。既卒無所属のため「埼工大深谷出」と表記され、「フリーターからプロ野球選手に」と話題になった。
しかし、基礎体力のなさからプロの練習についていけず、ひじ痛もあって2000年はファームで1試合のみ、2001年も一軍登板はなく、球団から戦力外通告を受けて2年で退団。当時23歳とまだ若く、周囲からは現役を続けることも勧められていたが、「これで野球をしなくていいんだ」と現役引退を選択した。
退団してからは熊谷市のバッティングセンターに勤務。そのバッティングセンターを利用していた小学6年生から「地元に中学硬式チームがない」と相談を受けたことで、2003年、猪爪自ら中学硬式野球チーム「熊谷リトルシニア」を立ち上げる。以降、同チームの監督を務め、2020年現在は総監督としてチームに携わっている。ほかには「侍バッティングセンター深谷」の店長を務め、そこでも少年野球指導を行っている。

## 詳細情報

### 年度別投手成績
- 一軍公式戦出場なし

### 背番号
- 52 （2000年 - 2001年）[5]